# 満塁本塁打
満塁本塁打（まんるいほんるいだ）またはグランドスラム (grand slam) は、野球やソフトボールにおいて、3つ全ての塁に走者がいる満塁の場面での本塁打（ホームラン）である。従って、1つのプレーで4打点が入る。野球やソフトボールで1度の打席で入る点数は、この満塁本塁打による4点が最多である。
The Dickson Baseball Dictionaryによると、「グランドスラム」という用語はコントラクトブリッジに由来する。ゴルフやテニスでも、全てのメジャー大会で優勝することをグランドスラムという。

## 全国高等学校野球選手権大会での記録
2018年8月12日、第100回全国高等学校野球選手権記念大会での二回戦、星稜高校対済美高校で延長タイブレーク13回裏で矢野選手による逆転サヨナラ満塁ホームランが出ている。これは高校野球選手権大会史上初の出来事であり、唯一の出来事。

## 日本プロ野球での主な記録
職業野球が始まった1936年9月23日、甲子園で名古屋軍の岩田次男が金鯱の内藤幸三から打ったのが日本プロ野球初の満塁本塁打だった。
2017年9月29日にプロ野球通算10万号本塁打が記録されたが、そのうち満塁本塁打は1リーグ時代82本、セ・リーグ1097本、パ・リーグ1108本の合計2287本。
- 通算最多満塁本塁打 - 22本：中村剛也（2005年2本、07年1本、08年2本、09年2本、10年3本、11年1本、14年1本、15年4本、19年4本、20年1本、21年1本）
- シーズン最多満塁本塁打 - 5本：西沢道夫（1950年）
- 1試合最多満塁本塁打 - 2本
  - 飯島滋弥（1951年10月5日）
  - 二岡智宏（2006年4月30日）※2打席連続（史上初）
  - 山川穂高（2024年4月13日）※2打席連続（史上2人目）
- 連続試合満塁本塁打 - 2試合連続
  - 藤村富美男（1953年4月28日・29日）
  - 坂本文次郎（1957年10月11日・12日）
  - 秋山幸二（1993年8月21日・22日）
  - タフィ・ローズ（2003年6月23日・25日）
  - ベニー・アグバヤニ（2005年4月6日・8日）
  - タイロン・ウッズ（2006年10月9日・10日）
  - マイカ・ホフパワー（2013年5月2日・3日）
  - 杉本裕太郎（2018年7月11日・17日）
  - 村上宗隆（2022年5月6日・7日）
- チームとしての連続試合満塁本塁打 - 3試合連続
  - 中日（原田徳光（1950年11月7日）、西沢道夫（11月8日）、野口明（11月9日））
  - 阪神（藤田平（1981年6月19日）、山本和行（6月23日）、岡田彰布（6月24日））
  - 広島（小早川毅彦（1991年5月9日）、野村謙二郎（5月11日）、植田幸弘（5月14日））
  - 広島（磯村嘉孝（2022年7月15日）、長野久義（7月16日）、堂林翔太（7月17日））　※同一カードで記録
- チームとしての連続試合被満塁本塁打 - 4試合連続　※プロ野球史上ワースト記録
  - 巨人（菊地大稀（2022年7月15日）、戸根千明（7月16日）、鍬原拓也（7月17日）、菅野智之（7月18日））
- 最年長満塁本塁打 - 43歳6ヶ月、大島康徳（1994年5月4日）
- 最年少満塁本塁打 - 18歳1ヶ月、米田哲也（1956年4月11日）※プロ4打席目での記録
- プロ初打席満塁本塁打 - 駒田徳広（1983年4月10日）
- プロ初本塁打が満塁本塁打 - 杉下茂（1950年4月21日）、槌田誠（1967年6月6日）[3]、小田義人（1973年9月15日）、久保俊巳（1975年8月9日）[4]、鈴木尚典（1994年8月9日）、野口寿浩（1995年6月28日）、塩谷和彦（1996年10月9日）[5]、井口忠仁（1997年5月3日）[6]、辻俊哉（2002年7月2日）[7]、石原慶幸（2003年4月27日）、佐藤友亮（2003年8月25日）、炭谷銀仁朗（2006年3月29日）、大松尚逸（2006年4月15日）[8]、青野毅（2006年6月24日）、坂本勇人（2008年4月6日）[9]、北川隼行（2009年6月8日）[10]、川端崇義（2012年5月22日）[11]、梅田尚通（2014年10月2日）[12]、上林誠知（2015年8月25日）[13]、甲斐拓也（2017年5月2日）[14]、山本泰寛（2017年10月3日）[15]、江村直也（2019年6月2日）[16]、楠本泰史（2019年6月9日）[17]、根尾昂（2021年5月4日）、リチャード（2021年9月5日）[18]、村松開人（2023年5月14日）[19]、茶野篤政（2023年6月1日）[20]、北村恵吾（2023年8月9日）[21]、井上絢登（2025年7月2日）※米田と駒田は上記に記載
- 外国人来日初打席満塁本塁打 - ケビン・ミッチェル（1995年4月1日）
- 外国人来日初本塁打が満塁本塁打 - ジム・バビエリ（1970年4月12日）
- プロ最終打席満塁本塁打 - 田代富雄（1991年10月10日）※史上唯一
- プロ野球通算1000本目の満塁本塁打 - 谷真一（1984年7月4日）
- プロ野球通算2000本目の満塁本塁打 - 北川隼行（2009年6月8日）
- 1イニング2満塁本塁打
  - 新庄剛志、塩谷和彦（1996年10月9日）※相手投手は金森隆浩、塩谷は代打でプロ初本塁打
  - 秋山幸二、小久保裕紀（1999年8月20日）※相手投手は山原和敏、小久保はランニング本塁打[22]
  - ホセ・フェルナンデス、山﨑武司（2007年4月1日）※相手投手は吉井理人
  - 小谷野栄一、金子誠（2010年6月20日）※相手投手は阿南徹
  - 井口資仁、鈴木大地（2013年8月22日）※相手投手は大石達也[23]
- 代打逆転サヨナラ満塁本塁打
  - 樋笠一夫（1956年3月25日）※釣り銭なし
  - 藤村富美男（1956年6月24日）※選手兼任監督自らの本塁打
  - 広野功（1971年5月20日）
  - 柳原隆弘（1984年6月11日）
  - 藤田浩雅（1988年6月18日）
  - 北川博敏（2001年9月26日）※釣り銭なし・優勝決定弾（詳細）
  - 藤井康雄（2001年9月30日）※釣り銭なし
  - 長野久義（2011年10月22日）
- ランニング満塁本塁打
  - 野口明（1947年7月3日）
  - 阪田清春（1950年4月11日）
  - 弘田澄男（1974年8月28日）
  - ウィリー・デービス（1977年5月14日）
  - 田辺徳雄（1989年7月1日）
  - 髙木大成（1997年4月15日）
  - 小久保裕紀（1999年8月20日）
- 投手の満塁本塁打
  - 古谷倉之助（1941年8月2日）
  - 大下弘（1946年6月2日）
  - 藤本英雄（1946年8月31日）
  - 川崎徳次（1949年4月26日）
  - 杉下茂（1950年4月21日）
  - 江田貢一（1950年9月28日）
  - 高野裕良（1951年8月15日）
  - 服部受弘（1952年6月14日）
  - 米田哲也（1956年4月11日）
  - 義原武敏（1957年10月21日）
  - 成田文男（1971年5月30日、1972年6月9日）
  - 金田留広（1972年9月22日）
  - 星野仙一（1975年6月26日）
  - 山本和行（1981年6月23日）
  - 津田恒美（1984年5月13日）
  - バルビーノ・ガルベス（1999年5月21日、1999年8月13日）
  - 藤浪晋太郎（2018年9月16日）
- 取り消された満塁本塁打（共に前の走者を追い越してしまったものによる）
  - 行沢久隆（1976年4月29日）※プロ初本塁打となるはずだった。
  - SHINJO（2004年9月20日）※満塁サヨナラ本塁打となるはずだった。
- オールスターゲームでの満塁本塁打
  - 榎本喜八（1963年第2戦）
  - 大杉勝男（1967年第3戦）※MVP
  - 坂倉将吾（2024年第2戦）

## MLBでの主な記録
トロイ・トロージャンズのロジャー・コナーは、1881年9月10日にメジャーリーグベースボール（MLB）で初めて満塁本塁打を打った選手であると信じられている。1871年9月5日に全米プロ野球選手協会のボストン・レッドストッキングス（現在のアトランタ・ブレーブス）に所属するチャーリー・グールドが打っているが、全米プロ野球選手協会はMLBであると認識されていない。

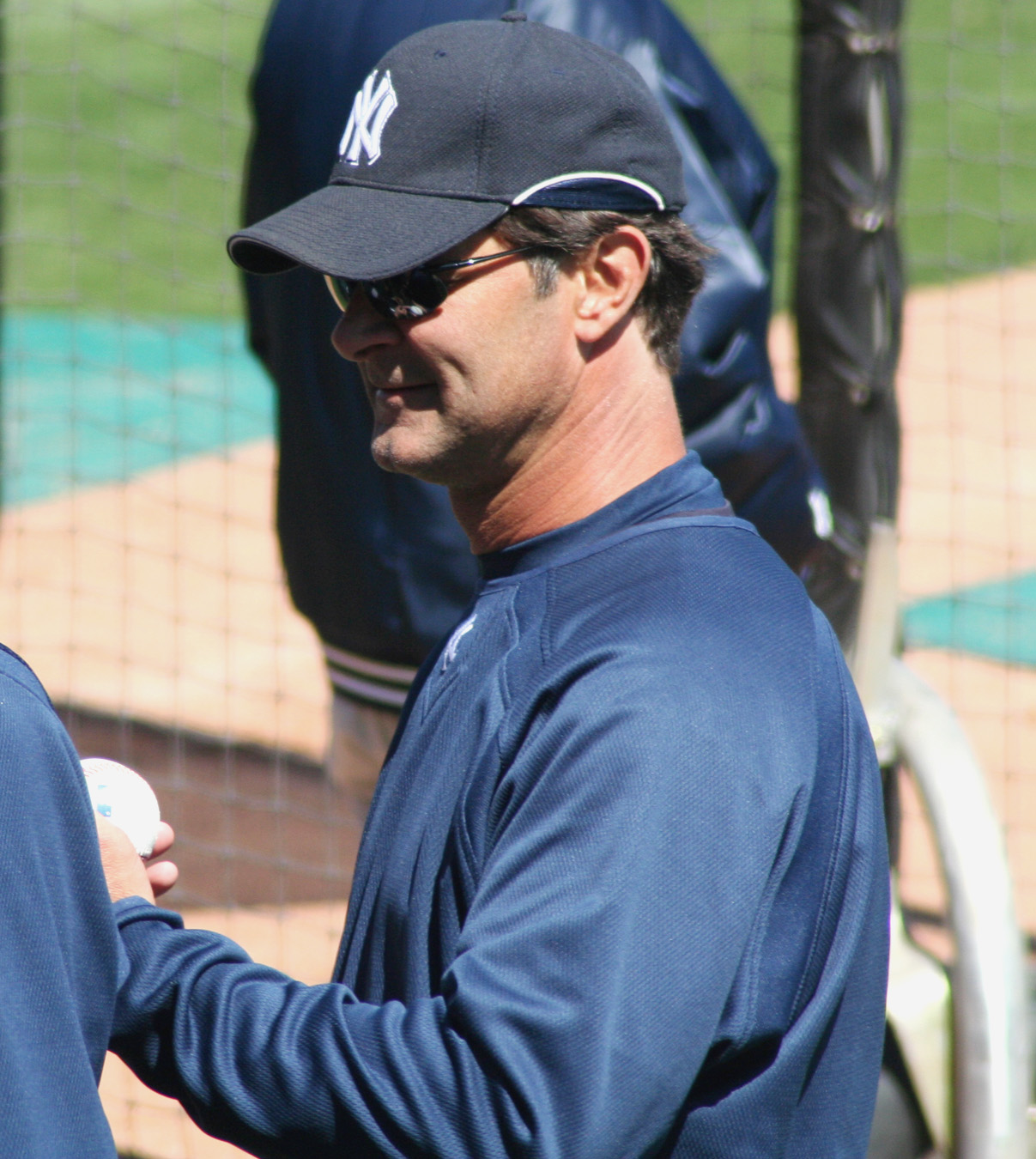
1987年、ドン・マッティングリーはシーズン6本の記録を樹立した。

アレックス・ロドリゲスは、2013年9月20日にそれまでのルー・ゲーリッグの23本の記録を抜き、MLBの歴史上最多の24本目の満塁本塁打を放った。ドン・マッティングリーは、1987年に1シーズンで6本の記録を持っている。トラビス・ハフナーは2006年にマッティングリーの記録に並んだ。また2009年には、アルバート・プホルスは、1955年にアーニー・バンクスが記録した1シーズン5本のナショナルリーグ記録に並んだ。
1881年のコナーズの最初のものを含め、いくつかの満塁本塁打は1点差のサヨナラ本塁打であった。野球ファンの中には、これを「究極の満塁ホームラン」("ultimate grand slam")と呼ぶ者がいる。ロベルト・クレメンテは、1点差のサヨナラランニング本塁打を打った唯一の選手である。これは、1956年7月25日に、外野が広いことで知られるフォーブス・フィールドで行われた試合で、ピッツバーグ・パイレーツがシカゴ・カブスを9-8で破った。
2005年のシーズンでは5017本の本塁打のうち、2.6%の132本が満塁本塁打であった。2006年6月13日から14日にかけて、ミネソタ・ツインズはボストン・レッドソックスとの連続した2試合で満塁本塁打を放った。そのうち6月13日のものは、ジェイソン・クベルによる延長12回のサヨナラゲームとなった。
2006年6月23日から25日にかけて、シカゴ・ホワイトソックスはヒューストン・アストロズとの連続した3試合で満塁本塁打を放った。スコット・ポドセドニックは第1試合で、生涯唯一の満塁本塁打を放った。翌日ジョー・クリーディも生涯唯一の満塁本塁打で続き、第3戦では9回裏ツーアウトから井口資仁が同点に追いつく満塁本塁打を放った（この試合8回裏には、井口はスリーランも打っている）。ホワイトソックスは、1993年にデトロイト・タイガースが達成して以来のチームとなった。一方、2007年のカンザスシティ・ロイヤルズは、4月13日と14日にボルチモア・オリオールズ、4月16日にタイガースと3試合連続で満塁本塁打を浴びた。
また2006年には、クリーブランド・インディアンスのトラビス・ハフナーは、オールスター前に5本の満塁本塁打を放った（6本目は8月13日に打った）。7月16日、ニューヨーク・メッツのカルロス・ベルトランとクリフ・フロイドは、シカゴ・カブス戦で11得点を奪った6回に満塁本塁打を放ち、MLBとしては8度目、ナショナルリーグとしては4度目の1イニング2満塁本塁打を記録した。
MLB初打席で満塁本塁打を放った選手は、これまでに4人いる。1898年のビル・ダグリビー、2005年のジェレミー・ハーミッダ、2006年のケビン・クーズマノフ、2010年のダニエル・ナバである。クーズマノフ、ナバ、ダグリビーは、初球であった。また、ハーミダは代打であった。
アトランタ・ブレーブスのトニー・クロニンガーは、1966年のサンフランシスコ・ジャイアンツ戦で、1試合に2度の満塁本塁打を放った。これは、投手としては唯一の記録である。
シアトル・マリナーズのフェリックス・ヘルナンデスは、2008年6月23日のニューヨーク・メッツ戦でエースのヨハン・サンタナから、1973年に指名打者制が施行されて以降、アメリカンリーグで投手として初めて満塁本塁打を放った。

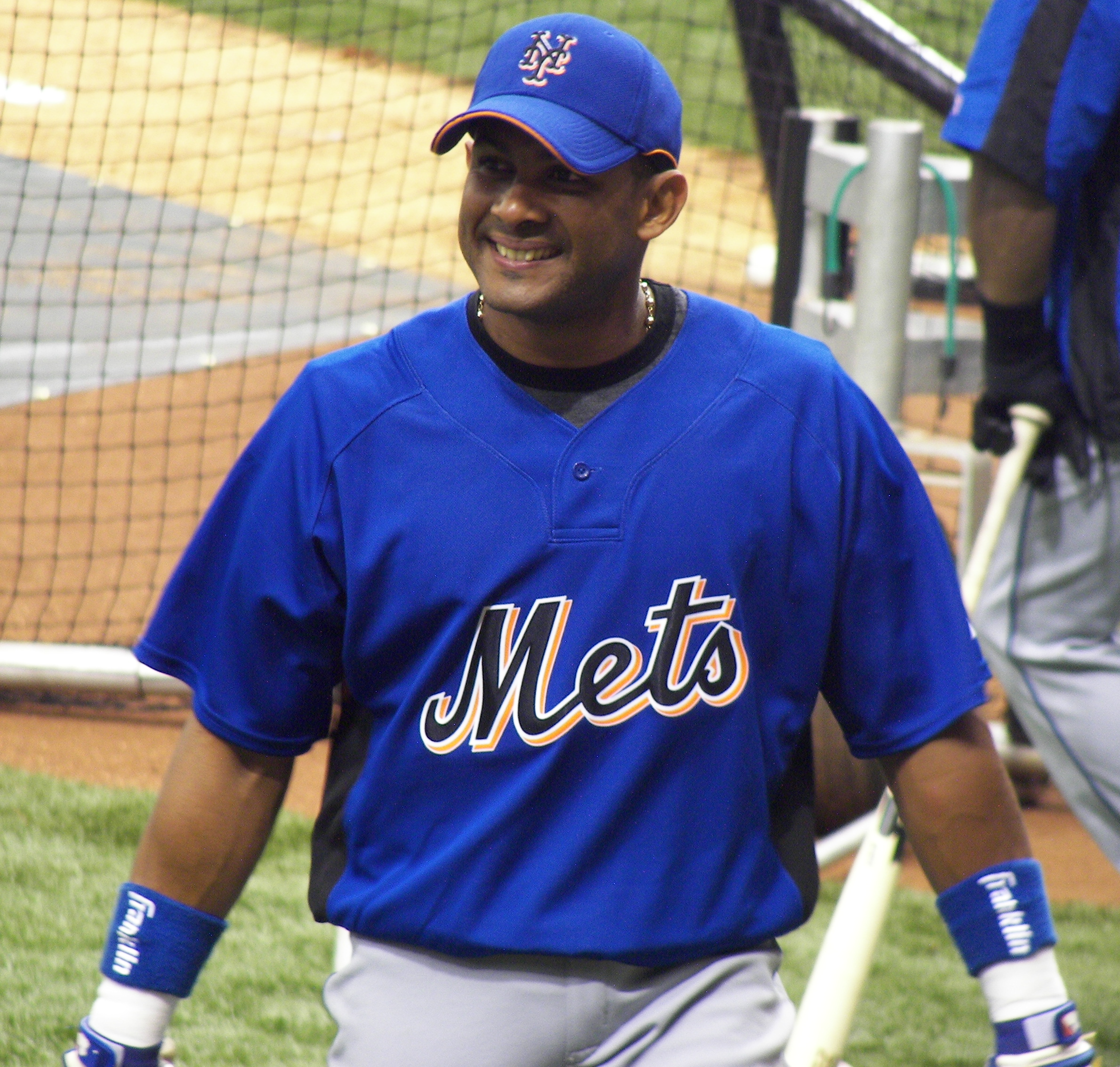
フェルナンド・タティスは、1イニングに2本の満塁本塁打を放った唯一の選手である。

1イニングに2本の満塁本塁打を放った唯一の選手は、セントルイス・カージナルスのフェルナンド・タティスで、1999年4月23日にドジャー・スタジアムで、ロサンゼルス・ドジャースの朴賛浩から、3イニング目に打った。1試合に2本の満塁本塁打も、クロニンガーに続いてナショナルリーグで2度目であった。朴は、1イニングに2本の満塁本塁打を打たれた2人目の大リーガーとなった。1人目はピッツバーグ・パイレーツのビル・フィリップスで、1890年8月16日にトム・バーンズとマラカイ・キットリッジに打たれた。同じ打者から打たれたのは、朴が初めてである。タティースは、これが初めての満塁本塁打であった。ボストン・レッドソックスのビル・ミラーは、2003年7月29日のテキサス・レンジャーズ戦で、史上唯一、1試合に左右両打席での満塁本塁打を放った。ニューヨーク・メッツのロビン・ベンチュラは1999年5月20日のミルウォーキー・ブルワーズ戦で、史上唯一、ダブルヘッダーの両試合で満塁本塁打を放った。
2011年8月25日のオークランド・アスレチックス戦で、ニューヨーク・ヤンキースは史上初めて1試合に3本の満塁本塁打を記録した。ロビンソン・カノ、ラッセル・マーティン、カーティス・グランダーソンの3人で、3本とも異なるイニングに記録された。7-1のビハインドから、2本目の満塁本塁打で逆転し、最終的には22-9で勝利した。
2020年8月17日から20日にかけて、サンディエゴ・パドレスはテキサス・レンジャーズとの連続した4試合で満塁本塁打を放った。フェルナンド・タティス・ジュニアは第1試合で、翌日はウィル・マイヤーズ、第3戦では10回裏にマニー・マチャドが逆転サヨナラ満塁本塁打を放ち、4試合目には、エリック・ホズマーが満塁本塁打を放った。また、1試合目のフェルナンド・タティス・ジュニアが本塁打を打った際、レンジャーズの指揮官、クリス・ウッドワードが「不文律破り」などと批判し、タティースJr.の本塁打後、代わった投手が次の打者マニー・マチャドの腰の後ろを通過する、報復とも取れる投球をしたことで、投手に3試合、ウッドワード監督に1試合の出場停止処分が科された。

### ワールドシリーズでの満塁本塁打一覧
| 年     | 試合              | 打者                                   | 球場                             | 投手                                     | イニング | スコア   |
| ------ | ----------------- | -------------------------------------- | -------------------------------- | ---------------------------------------- | -------- | -------- |
| 1920年 | 10月10日、第5試合 | エルマー・スミス, クリーブランド       | リーグ・パーク                   | バーリー・グライムス, ブルックリン       | 1回      | 8-1, 勝  |
| 1936年 | 10月2日、第2試合  | トニー・ラゼリ, ニューヨーク(AL)       | ポロ・グラウンズ                 | ディック・コフマン, ニューヨーク(NL)     | 3回      | 18-4, 勝 |
| 1951年 | 10月9日、第5試合  | ギル・マクドゥガルド, ニューヨーク(AL) | ポロ・グラウンズ                 | ラリー・ヤンセン, ニューヨーク(NL)       | 3回      | 13-1, 勝 |
| 1953年 | 10月4日、第5試合  | ミッキー・マントル, ニューヨーク       | エベッツ・フィールド             | ラス・メイヤー, ブルックリン             | 3回      | 11-7, 勝 |
| 1956年 | 10月5日、第2試合  | ヨギ・ベラ, ニューヨーク               | エベッツ・フィールド             | ドン・ニューカム, ブルックリン           | 2回      | 13-8, 負 |
| 1956年 | 10月10日、第7試合 | ビル・スコウロン, ニューヨーク         | エベッツ・フィールド             | ロジャー・クレイグ, ブルックリン         | 7回      | 9-0, 勝  |
| 1960年 | 10月8日、第3試合  | ボビー・リチャードソン, ニューヨーク   | ヤンキー・スタジアム             | クレム・ラビーニー, ピッツバーグ         | 1回      | 10-0, 勝 |
| 1962年 | 10月8日、第4試合  | チャック・ヒラー, サンフランシスコ     | ヤンキー・スタジアム             | マーシャル・ブリッジズ, ニューヨーク     | 7回      | 7-3, 勝  |
| 1964年 | 10月11日、第4試合 | ケン・ボイヤー, セントルイス           | ヤンキー・スタジアム             | アル・ダウニング, ニューヨーク           | 6回      | 4-3, 勝  |
| 1964年 | 10月14日、第6試合 | ジョー・ペピトーン, ニューヨーク       | スポーツマンズ・パーク           | ゴーディー・リチャードソン, セントルイス | 8回      | 8-3, 勝  |
| 1968年 | 10月9日、第6試合  | ジム・ノースラップ, デトロイト         | ブッシュ・メモリアル・スタジアム | ラリー・ジャスター, セントルイス         | 3回      | 13-1, 勝 |
| 1970年 | 10月13日、第3試合 | デーブ・マクナリー, ボルチモア         | メモリアル・スタジアム           | ウェイン・グレンジャー, シンシナティ     | 6回      | 9-3, 勝  |
| 1987年 | 10月17日、第1試合 | ダン・グラッデン, ミネソタ             | メトロドーム                     | ボブ・フォーシュ, セントルイス           | 4回      | 10-1, 勝 |
| 1987年 | 10月24日、第6試合 | ケント・ハーベック, ミネソタ           | メトロドーム                     | ケン・デイリー, セントルイス             | 6回      | 11-5, 勝 |
| 1988年 | 10月15日、第1試合 | ホセ・カンセコ, オークランド           | ドジャー・スタジアム             | ティム・ベルチャー, ロサンゼルス         | 2回      | 5-4, 負  |
| 1992年 | 10月22日、第5試合 | ロニー・スミス, アトランタ             | スカイドーム                     | ジャック・モリス, トロント               | 5回      | 7-2, 勝  |
| 1998年 | 10月17日、第1試合 | ティノ・マルティネス, ニューヨーク     | ヤンキー・スタジアム             | マーク・ラングストン, サンディエゴ       | 7回      | 9-6, 勝  |
| 2005年 | 10月23日、第2試合 | ポール・コネルコ, シカゴ               | USセルラー・フィールド           | チャド・クオルズ, ヒューストン           | 7回      | 7-6, 勝  |
| 2016年 | 11月1日、第6試合  | アディソン・ラッセル, シカゴ           | プログレッシブ・フィールド       | ダン・オテロ, クリーブランド             | 3回      | 9-3, 勝  |
| 2019年 | 10月26日、第4試合 | アレックス・ブレグマン, ヒューストン   | ナショナルズ・パーク             | フェルナンド・ロドニー, ワシントン       | 7回      | 8-1, 勝  |
| 2021年 | 10月31日、第5試合 | アダム・デュバル, アトランタ           | トゥルーイスト・パーク           | フランバー・バルデス, ヒューストン       | 1回      | 9-5, 負  |
| 2024年 | 10月25日、第1試合 | フレディ・フリーマン, ロサンゼルス     | ドジャー・スタジアム             | ネスター・コーテズ, ニューヨーク         | 10回     | 3-6, 勝  |

### オールスターゲームでの満塁本塁打一覧
| 年     | 打者                              | 日付・場所                 | 投手                                      | イニング | スコア   |
| ------ | --------------------------------- | -------------------------- | ----------------------------------------- | -------- | -------- |
| 1983年 | フレッド・リン, AL (ロサンゼルス) | 7月6日, コミスキー・パーク | アトリー・ハマカー, NL (サンフランシスコ) | 3回      | 13-3, 勝 |

### 通算満塁本塁打数
太字の選手は、2025年時点で現役である。
| アレックス・ロドリゲス     | 25     |
| ルー・ゲーリッグ           | 23     |
| マニー・ラミレス           | 21     |
| エディ・マレー             | 19     |
| ウィリー・マッコビー       | 18 [1] |
| ロビン・ベンチュラ         | 18     |
| ジミー・フォックス         | 17     |
| カルロス・リー             | 17     |
| テッド・ウィリアムズ       | 17     |
| ハンク・アーロン           | 16     |
| デーブ・キングマン         | 16     |
| ベーブ・ルース             | 16     |
| ケン・グリフィー・ジュニア | 15     |
| ライアン・ハワード         | 15     |
| アルバート・プホルス       | 15     |
| リッチー・セクソン         | 15     |

 1 - ナショナルリーグ記録

### シーズン満塁本塁打数
| ドン・マッティングリー       | 6 | 1987 (a) |
| トラビス・ハフナー           | 6 | 2006 (a) |
| アーニー・バンクス           | 5 | 1955 (n) |
| ジム・ジェンタイル           | 5 | 1961 (a) |
| ジム・ノースラップ           | 5 | 1968 (a) |
| リッチー・セクソン           | 5 | 2006 (a) |
| アルバート・プホルス         | 5 | 2009 (n) |
| フランク・シュルト           | 4 | 1911 (n) |
| ベーブ・ルース               | 4 | 1919 (a) |
| ルー・ゲーリッグ             | 4 | 1934 (a) |
| ルディ・ヨーク               | 4 | 1938 (a) |
| ビンス・ディマジオ           | 4 | 1945 (n) |
| トミー・ヘンリック           | 4 | 1948 (a) |
| ラルフ・カイナー             | 4 | 1949 (n) |
| シド・ゴードン               | 4 | 1950 (n) |
| アル・ローゼン               | 4 | 1951 (a) |
| レイ・ブーン                 | 4 | 1953 (a) |
| アルバート・ベル             | 4 | 1997 (a) |
| マイク・ピアッツァ           | 4 | 1998 (n) |
| ジェイソン・ジアンビ         | 4 | 2000 (a) |
| エドガー・マルティネス       | 4 | 2000 (a) |
| フィル・ネビン               | 4 | 2001 (n) |
| アレクセイ・ラミレス         | 4 | 2008 (a) |
| ロビンソン・カノ             | 4 | 2011 (a) |
| スクーター・ジェネット       | 4 | 2017 (n) |
| ルルデス・グリエル・ジュニア | 4 | 2021 (a) |

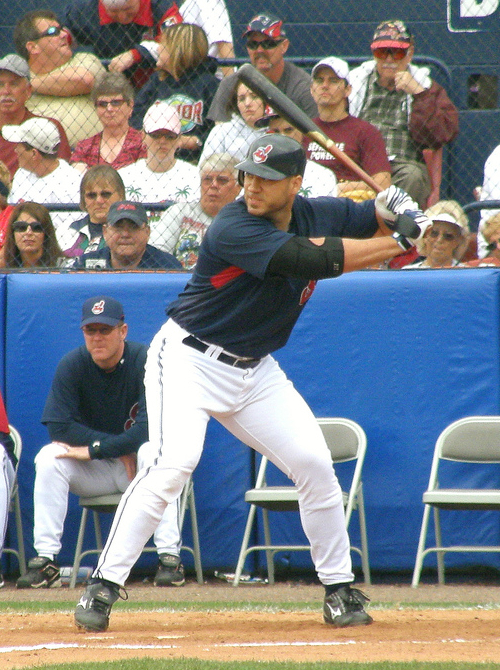
トラビス・ハフナーは、2006年にマッティングリーの記録に並んだ。

a - アメリカンリーグ
n - ナショナルリーグ

## マイナーリーグでの主な記録
マイナーリーグでは、チームによる1試合3本の満塁本塁打が達成されている。1991年5月16日にAAA級カルガリー・キャノンズがタコマ・タイガースを相手に決めた。デイブ・コクレーン、チャック・ジャクソン、アロンゾ・パウエルの3人で、試合も22-7で大勝した。